# Moschea di Perm'
La Moschea centrale di Perm' (Пермская соборная мечеть) è una moschea situata nel dipartimento russo di Tatari, presso la città di Perm'. La sua costruzione fu finanziata dalle famiglie dei mercanti Tatari. L'edificio, a strisce bianche e verdi con un minareto conico, fu progettato da Alexander Ozhegov. Per alcuni anni è stata la moschea più a nord del mondo.
Negli anni successivi alla Rivoluzione russa, la moschea fu chiusa e i suoi ambienti, tra il 1940 ed il 1986, diventarono archivi del Partito comunista. Riprese la sua funzione originale nel 1990.